# Fernando Sylvan
Fernando Sylvan, né le 26 août 1917 à Dili au Timor oriental et mort le 25 décembre 1993 à Cascais au Portugal, est un écrivain, poète et essayiste est-timorais.
Il passa presque toute sa vie au Portugal. Cependant la distance entre le Portugal et le Timor ne l'empêcha pas d'écrire sur les traditions, les légendes et le folklore de son pays.

## Œuvres
- 7 Poemas de Timor (com vinheta de Azinhal Abelho e um desenho de João-Paulo na 1ª edição). Lisboa, 1965. 2ª edição, pirata. Lisboa, 1975.
- Mensagem do Terceiro Mundo (poema e traduções de Barry Lane Bianchi, Serge Farkas, Inácia Fiorillo e Marie-Louise Forsberg-Barrett para inglês, francês, italiano e     sueco). Lisboa, 1972.
- Tempo Teimoso (capa da 1ª edição de Cipriano Dourado). Lisboa, 1974. 2ª edição, Lisboa, 1978
- Meninas e Meninos, Lisboa, 1979 Cantogrito Maubere –
- 7 Novos Poemas de Timor-Leste (carta-prefácio de Maria Lamas, nota de Tina Sequeira, capa de Luís Rodrigues). Lisboa, 1981.
- Mulher ou o Livro do teu Nome (com 21 desenhos de Luís Rodrigues, prefácio de Tina Sequeira). Lisboa, 1982. Trois poèmes extraits de Mulher ont été traduits en français : « 9 », « 13 » et « 64 » (trad. Patricia Houéfa Grange), éditions Jentayu, 17 juillet 2017  (ISBN 979-1096165032)[1].
- A Voz Fagueira de Oan Timor (organização de Artur Marcos e Jorge Marrão, prefácio de Maria de Santa Cruz). Lisboa, 1993.

## Distinctions
- Grand-croix de l'ordre de l'Infant Dom Henri à titre posthume